# Altamira (Caracas)

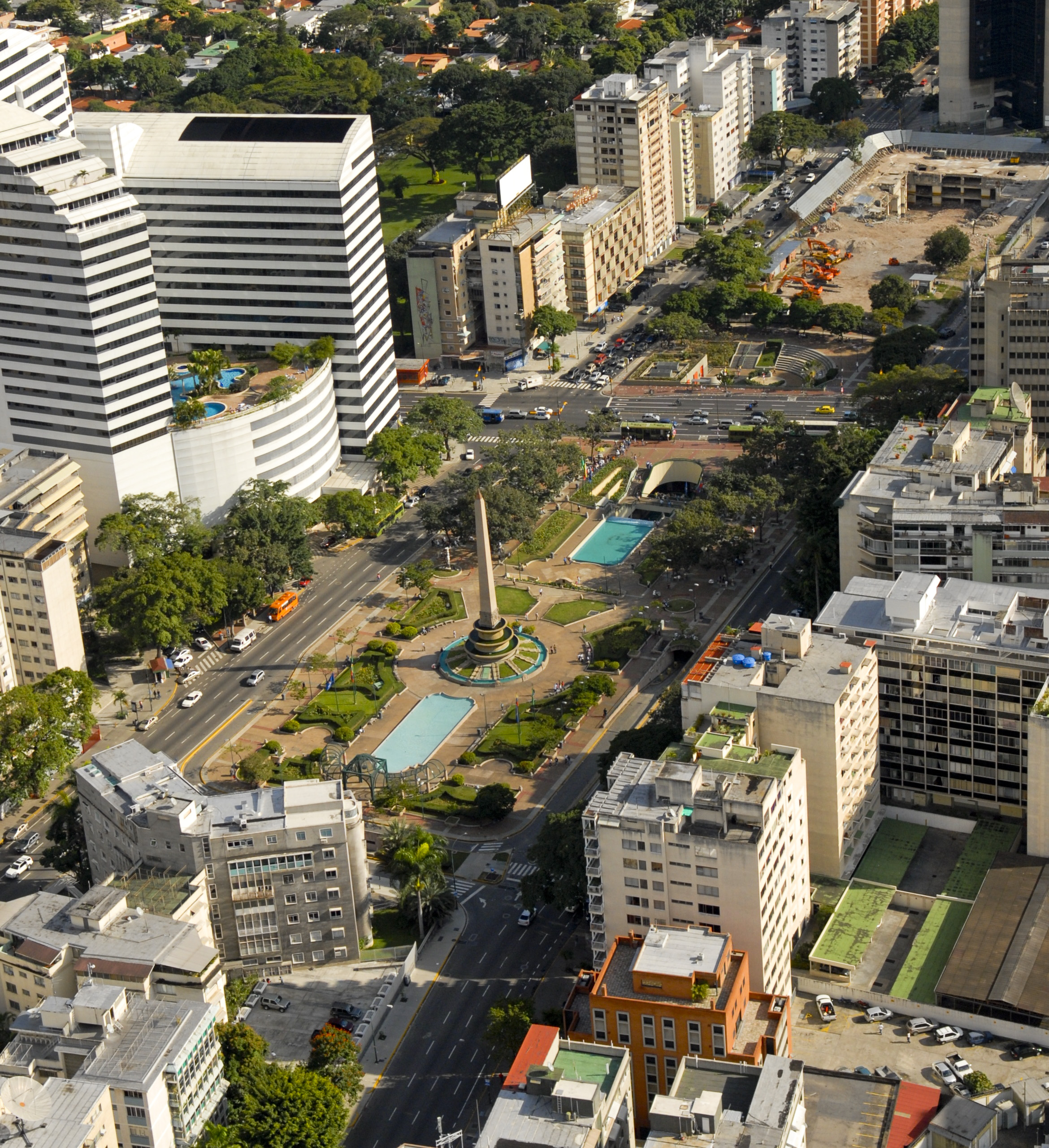
Vista aérea de la Plaza Francia

Altamira es una urbanización y un sector situado en el municipio Chacao al este de Caracas, en el Distrito Capital, al centro norte del país sudamericano de Venezuela.

## Geografía
El área tiene su propia estación del metro de nombre homónimo, muchos hoteles y restaurantes, y constituye un centro de negocios de suma importancia para la ciudad, La Avenida de Francisco de Miranda (una de las avenidas de mayor importancia en Caracas) y el Distribuidor Altamira (que converge en la Autopista Francisco Fajardo) están ambas ubicadas en Altamira. Tiene una superficie estimada en 161 hectáreas o 1,61 kilómetros cuadrados aproximadamente.
Limita al norte con el parque nacional El Ávila, al sur con la urbanización El Dorado, al este con la urbanización Los Palos Grandes y al oeste con la urbanización La Castellana.

## Historia
Es conocida por la Plaza Francia, una plaza pública que incluye un obelisco y una fuente. Esta plaza y la mayoría de Altamira actual fueron construidas por Luis Roche, quien era el dueño de gran parte de esta zona caraqueña para el año de 1943. En 1944, Roche ordenó la construcción de muchas avenidas y de la plaza. Roche quería que el obelisco de la plaza fuera "más alto que la Catedral de Caracas". La plaza fue culminada por Martín Hermanos, Co. el 11 de agosto de 1945 y originalmente fue llamada "Plaza Altamira". El 17 de enero de 1967 el gobierno venezolano y el gobierno francés acordaron renombrar a la plaza Altamira como "la plaza Francia de Altamira", nombre con el cual se le conoce actualmente. En gratificación el gobierno francés construyó una Plaza Venezuela en su país en 1975.

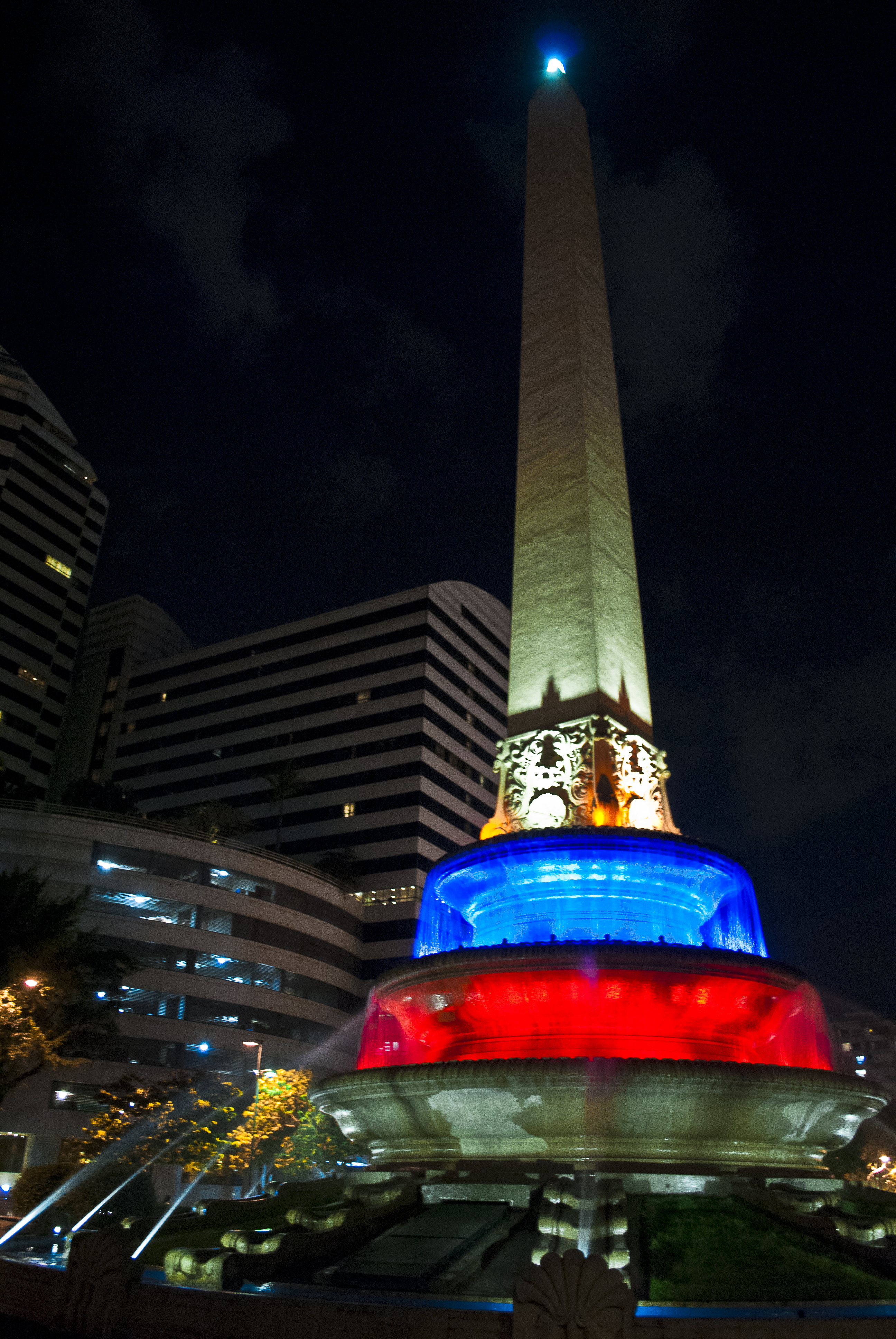
Vista Nocturna del Obelisco de Plaza Francia.

En 1948, Luis Roche comenzó a explorar la posibilidad de construir un túnel entre Altamira y el Mar Caribe. Para ello entró en contacto con las personas que estaban a cargo de la construcción de los Túneles del río Hudson, en la ciudad de Nueva York. Más tarde este proyecto fue desestimado debido al alto costo como requería la construcción de no solo uno, sino de tres túneles, dos de ellos que serían utilizados exclusivamente para la ventilación del túnel central. Si hubiera sido construido, el túnel habría embarcado cerca de ocho kilómetros de largo. Dicho túnel se hubiera emplazado en el actual Distribuidor Altamira de la Avenida Boyacá (el cual da acceso a esta urbanización a través de la 6.ª Transversal) y hubiera tenido salida en las inmediaciones del sector San Julián de Caraballeda, estado Vargas.
A mediados de 2002, un grupo de militares activos y retirados que habían estado implicados en el golpe de abril se pronunciaron en contra del gobierno en la Plaza Altamira en un alzamiento no armado. más militares se unieron a la protesta hasta alcanzar a unos 120 oficiales. Fue ampliamente apoyada por miles de simpatizantes, por políticos de la oposición y hasta por celebridades, que mantenían la plaza llena a toda hora.
La Plaza Francia se había convertido en el principal punto de encuentro de la oposición y miles de personas se reunían allí día a día para escuchar a los más de cien militares activos que se habían pronunciado en contra del gobierno y brindaban discursos en esa plaza, junto a destacados líderes de partidos de oposición, artistas, empresarios y personalidades que se presentaban allí todos los días a motivar a los manifestantes. Equipos de televisión de los canales privados transmitían en directo reseñando todo lo que ocurría.
Ese día, aproximadamente a las nueve de la noche, un nutrido grupo de personas estaban presentes en la plaza cuando, súbitamente, alguien realizó más de veinte disparos contra el grupo de manifestantes, dejando un saldo de tres personas muertas y unos trece heridos. El autor de los disparos, un individuo llamado João de Gouveia, fue capturado de inmediato gracias a una acción conjunta entre manifestantes y policías. Las protestas opositoras se intensificaron debido a los incidentes en la plaza.
La plaza Altamira continúa siendo punto de encuentro y epicentro de protestas en las manifestaciones que comenzaron en 2017 luego de que el Tribunal Supremo de Justicia emitiera sentencias contra de la Asamblea Nacional.